# Чемпіонат Польщі з хокею 1954—1955
Чемпіонат Польщі з хокею 1955 — 20-ий чемпіонат Польщі з хокею, чемпіоном став клуб Легія Варшава.

## Попередній раунд

### І група
| М  | Команда              |
| -- | -------------------- |
| 1. | Легія Варшава        |
| 2. | «Поможанін» (Торунь) |
| 3. | Гвардія (Катовиці)   |
| 4. | Спарта (Новий Торг)  |

### ІІ група
| М  | Команда           |
| -- | ----------------- |
| 1. | Гурник (Катовиці) |
| 2. | Гвардія (Бидгощ)  |
| 3. | КТХ Криниця       |
| 4. | Спарта (Цешин)    |
| 5. | Влукняж (Згеж)    |

## Другий етап

### Фінальний раунд
| М  | Команда              | І | Ш     | О |
| -- | -------------------- | - | ----- | - |
| 1. | Легія Варшава        | 3 | 24:6  | 6 |
| 2. | Гвардія (Бидгощ)     | 3 | 13:15 | 4 |
| 3. | Гурник (Катовиці)    | 3 | 19:13 | 2 |
| 4. | «Поможанін» (Торунь) | 3 | 6:28  | 0 |

### 5 - 8 місця
| М  | Команда             | І | Ш     | О |
| -- | ------------------- | - | ----- | - |
| 1. | Гвардія (Катовиці)  | 3 | 11:8  | 4 |
| 2. | Спарта (Новий Торг) | 3 | 17:13 | 4 |
| 3. | КТХ Криниця         | 3 | 8:11  | 2 |
| 4. | Спарта (Цешин)      | 3 | 13:17 | 2 |